# Wedge Tomb von Keenrath

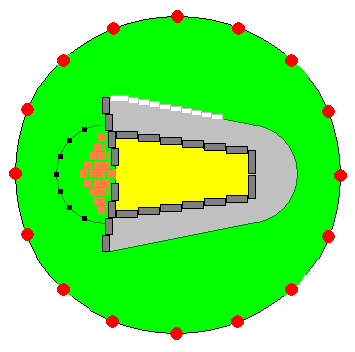
Prinzipskizze Wedge Tomb am Beispiel von Island

Das Wedge Tomb von Keenrath liegt zwischen zwei großen Bäumen auf einem niedrigen Hügel im Vorgarten eines Herrenhauses im Tal des Bandon River im Townland Keenrath (irisch Caoinráth) bei Dunmanway im County Cork in Irland.
Wedge Tombs (dt. Keilgräber}, früher auch wedge-shaped gallery graves genannt) sind doppelwandige, ganglose, mehrheitlich ungegliederte Megalithanlagen der späten Jungsteinzeit und der frühen Bronzezeit, die typisch für die Westhälfte Irlands sind.
Die Nordost-Südwest-orientierte, gestörte Galerie ist etwa 3,0 m lang und 1,0 m breit und wird von drei Decksteinen bedeckt. Die Oberseite zweier Decksteine ist mit Schälchen (englisch cups)  übersät. Es gibt eine Lücke in der Nordwand und das westliche Ende der Südwestseite ist eingestürzt. Am Zugang deutet ein Pfosten auf eine Art Portikus. Die Außenmauer wird durch zwei verbliebene Steine südlich der Galerie abgebildet. Auf den umgebenden Cairn gibt es keine echten Hinweise.

## Der Oghamstein
Etwa 500 m östlich befindet sich ein Oghamstein auf einer Weide. Er ist spitz, aus Schiefer und 2,2 m hoch, 0,46 m breit und 0,37 m dick. Die Inschrift an der Südostecke ist schwach und mit Flechten bedeckt und lautet: ANM CASONI MAQI RODAGN. Übersetzt: „Name des Casonos, Sohn des Rodagnos“.
Im Townland befinden sich auch ein mutmaßliches Souterrain und zwei Ráths.